# Памятник Горькому (Москва, Тверская Застава)
Памятник Горькому был установлен в 1951 году на площади Белорусского вокзала. 16 декабря 2005 года памятник был перемещён в парк искусств «Музеон», а 31 июля 2017 года был возвращен на прежнее место. Является памятником монументального искусства федерального значения.

## История

### Создание
Проект памятника Максиму Горькому был создан скульптором И. Д. Шадром и архитектором М. О. Барщем в 1939 году. Его предполагалось установить на Манежной площади, однако этот проект не был осуществлён.
После смерти Шадра скульптор Вера Мухина завершила проект памятника, и в 1951 году он был установлен на площади Белорусского вокзала.

### Демонтаж
16 декабря 2005 года памятник Горькому был демонтирован, чтобы расчистить место для строительства транспортной развязки на площади Белорусского вокзала. Предполагалось, что после завершения строительства памятник вернётся на прежнее место.
Демонтированный памятник был перемещён в Музеон и положен горизонтально под открытым небом. В таком виде памятник пролежал до конца июля 2007 года, когда его поставили вертикально. В результате ошибок, допущенных при демонтаже, а также из-за длительного пребывания в горизонтальном положении, на памятнике образовалось несколько дефектов, самый серьёзный из которых — трещина с левой стороны.

### Возвращение
В 2017 году, к 870-летнему юбилею города Москвы, реконструкция площади Тверская Застава завершилась, и в ночь на 31 июля памятник вернулся на своё место. Перед установкой на площади памятник был отреставрирован. Вокруг памятника проложено новое трамвайное кольцо, а около него был разбит небольшой сквер.

## Награды за памятник
В 1952 году авторы скульптуры В. И. Мухина, Н. Г. Зеленская, З. Г. Иванова и И. Д. Шадр (посмертно) были удостоены за эту работу Сталинской премии первой степени (100 000 рублей)

## Галерея

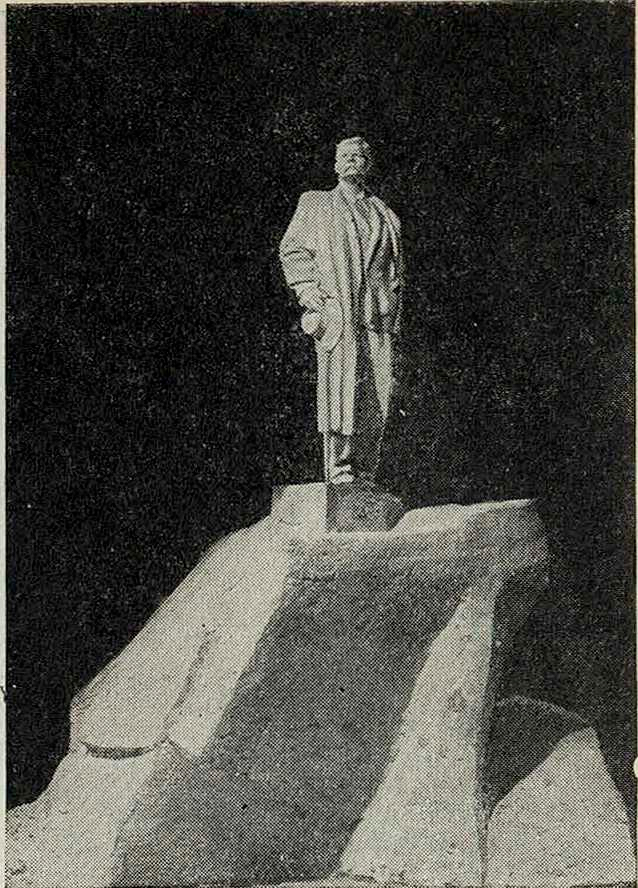
Первоначальный проект памятника
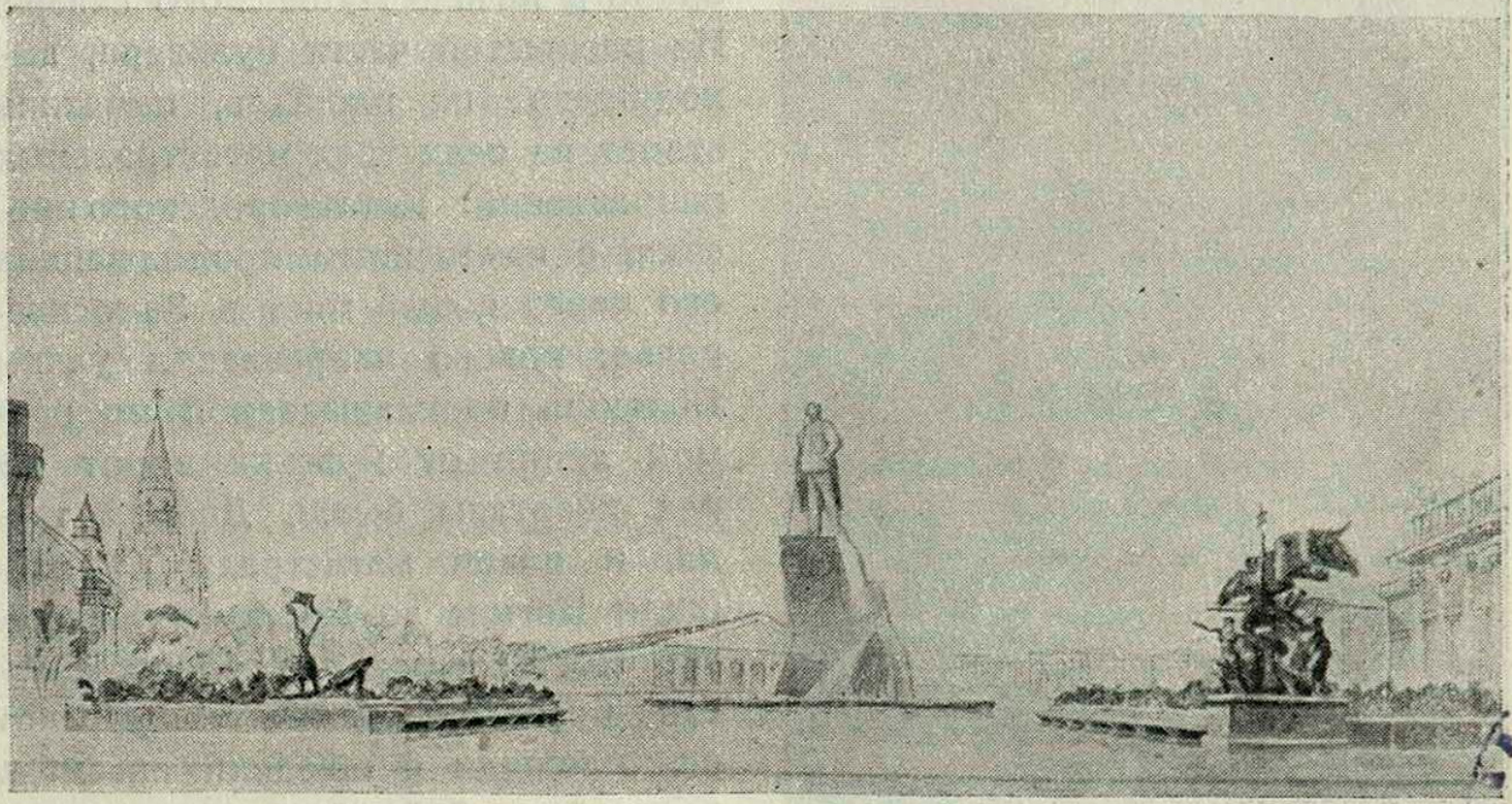
Проект установки памятника на Манежной площади
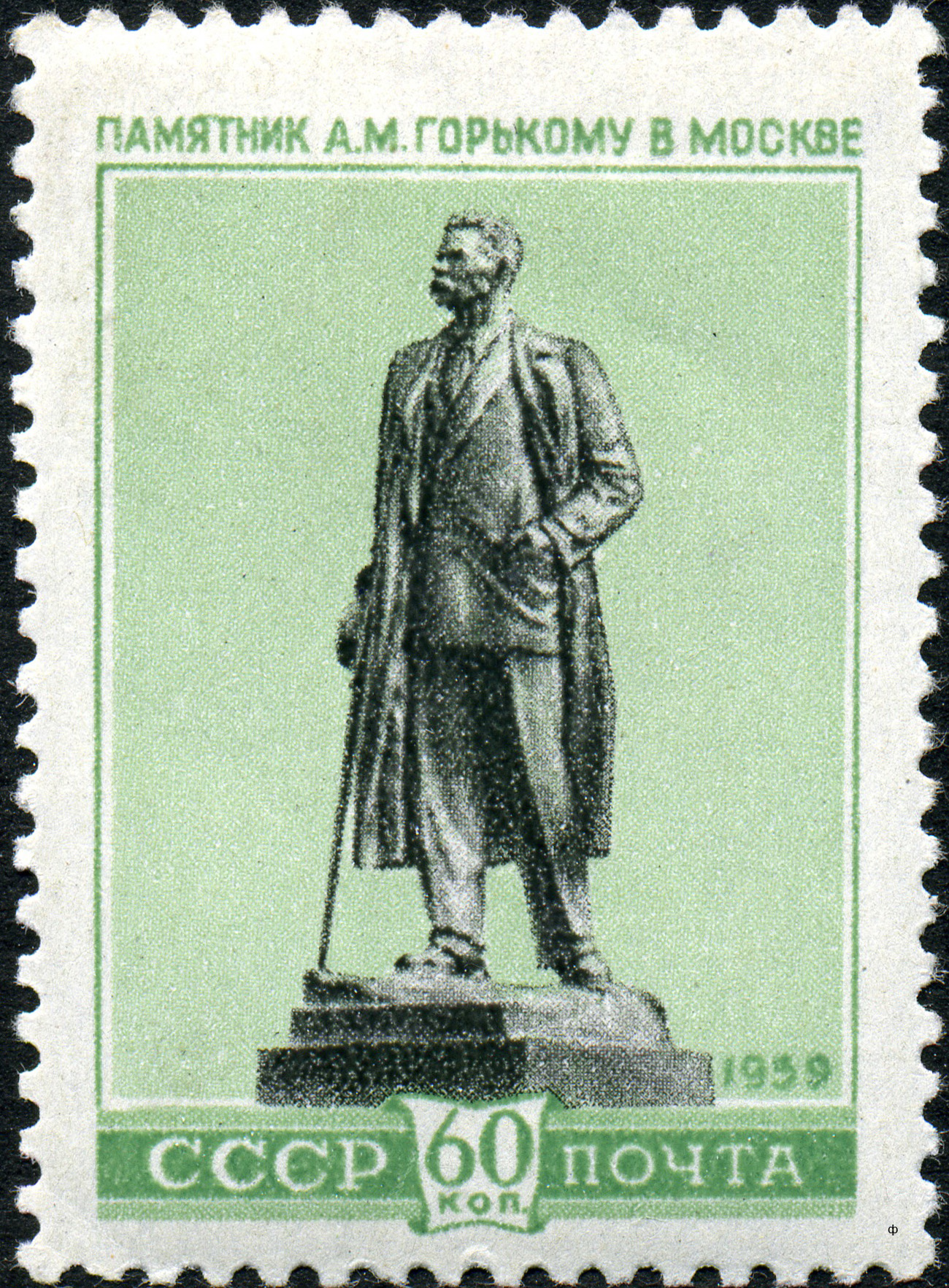
Памятник на марке СССР
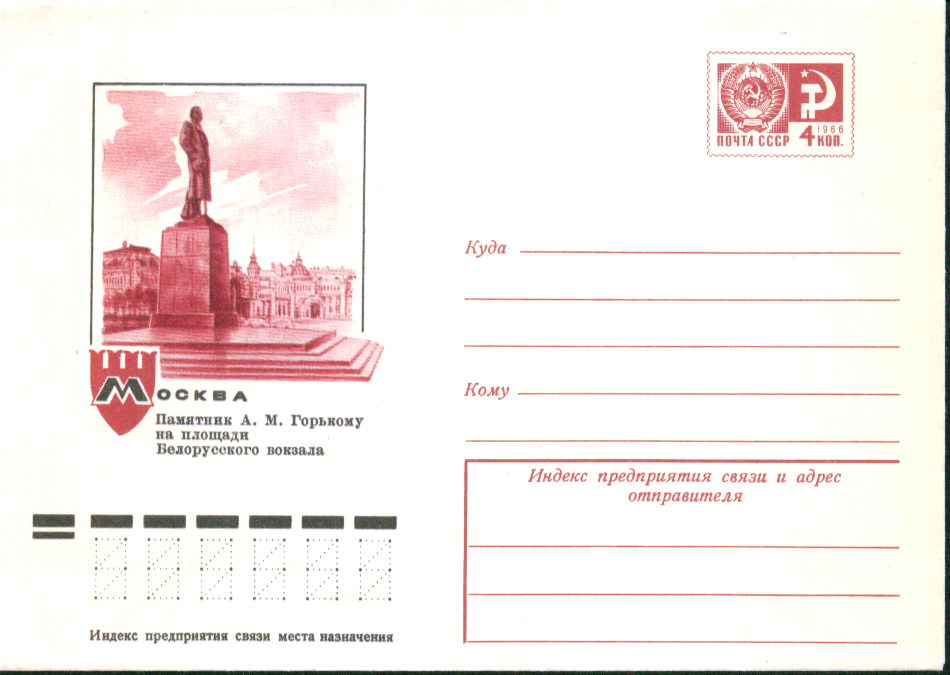
Почтовый конверт СССР